# Andrzej Zygierewicz
Andrzej Roger Zygierewicz (ur. 3 lutego 1939 w Warszawie, zm. 23 lutego 2014 tamże) – polski kompozytor muzyki rozrywkowej.

## Życiorys

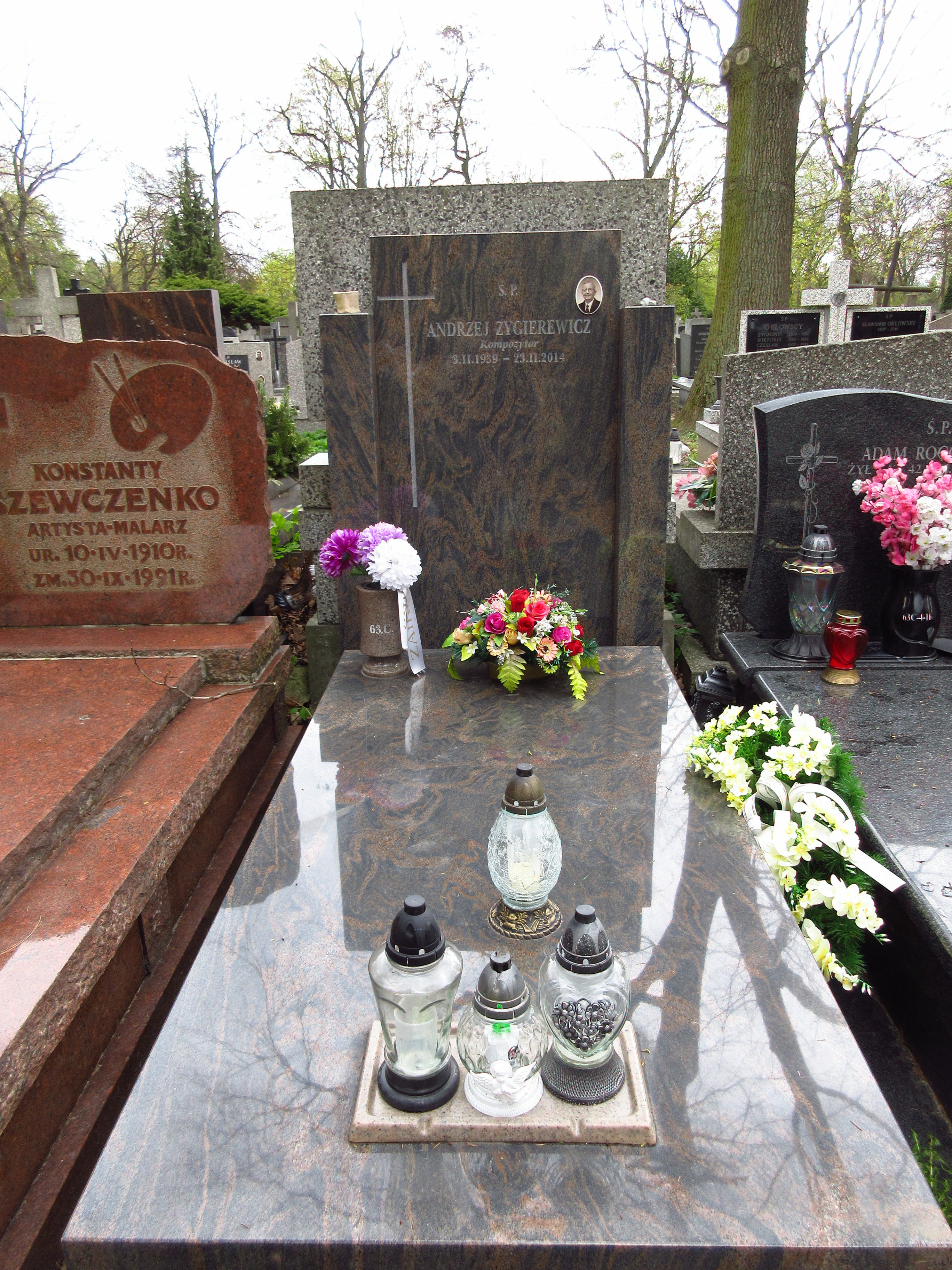
Grób Andrzeja Zygierewicza na cmentarzu Bródnowskim

Ukończył klasę muzyki organowej w liceum muzycznym, a następnie studiował na Wydziale Reżyserii Muzycznej Państwowej Wyższej Szkole Muzycznej. Przez wiele lat był reżyserem muzycznym w Polskim Radio i Telewizji Polskiej, od stycznia 2005 pełnił również funkcję kierownika muzycznego zespołu Gawęda. Od 1971 był członkiem ZAIKS, należał do sekcji Autorów Utworów Muzyki Rozrywkowej i Tanecznej oraz Autorów Utworów Literackich Małych Form. Pochowany na cmentarzu Bródnowskim (kwatera 63C-4-15).

## Twórczość
Andrzej Zygierewicz skomponował ponad sześćset piosenek, które wykonywali m.in. Irena Santor, Jerzy Połomski, Stenia Kozłowska, Sławek Wierzcholski, Jan Wojdak, Wawele, Sława Przybylska, Krzysztof Klenczon, Andrzej Dąbrowski, Cygański Zespół Pieśni i Tańca „Roma”, Iwona Niedzielska i Arianie, Waldemar Kocoń, Jolanta Kubicka, Krystyna Giżowska, Dorota Lanton, Mariusz Szaban, Monika Szczepkowska, Agnieszka Iwańska, Magda Kuś.
Tworzył również muzykę instrumentalną i ilustracyjną, a także utwory chóralne i sakralną na czterogłosowy chór mieszany, podkłady muzyczne dla teatrów lalkowych. Skomponował również hymn klubu koszykarskiego Hutnik Warszawa, do muzyki Mieczysława Jureckiego.